# Émeute du Cooper Do-nuts
L'émeute du Cooper Do-nut a été un incident survenu en mai 1959 à Los Angeles au cours duquel des femmes transgenres, des lesbiennes, des drag queens et des gays se sont révoltés lors  l'un des premiers soulèvements LGBT aux États-Unis. L'émeute de Cooper Do-Nuts serait le premier soulèvement LGBT aux États-Unis.

## Émeute
Le café du Cooper Do-nut était situé sur Main Street, dans le centre-ville de Los Angeles entre deux bars gays, le Harold's et le Waldorf. Ce café était un lieu de rencontre populaire pour les personnes transgenres,,.
De nombreux clients LGBT avaient déjà été arrêtés chez Cooper Do-nuts. Le jour de l'émeute en mai 1959, deux policiers sont entrés dans le café et ont demandé aux clients une pièce d'identité, comme la loi de Los Angeles le dictait à l'époque que si la présentation sexuelle d'une personne ne correspondait pas au sexe indiqué sur sa pièce d'identité, ils ont été emmenés en prison. Les policiers ont tenté d'arrêter deux drag queens, deux travailleurs du sexe masculins et un homosexuel.  L'une des personnes arrêtées était le romancier John Rechy, qui a raconté cet événement dans son roman Cité de la nuit (City of Night). Dans son roman, Rechy décrit les mauvais traitements infligés par le service de police de Los Angeles cette nuit comme l'aboutissement d'un ciblage systématique de la communauté LGBTQ.  
Les détenus protestent contre le manque de place dans la voiture de police. Les badauds, qui regardent la scène, commencent à jeter du café, des tasses et des ordures à la police jusqu'à ce que les forces de l'ordre partent sans les détenus de la voiture. L'altercation dégénère en émeute dans les rues et des renforts de la police sont arrivés et ont bloqué la rue toute la nuit. Plusieurs personnes sont arrêtées,. Le soulèvement de Cooper Do-Nuts serait le premier soulèvement LGBT aux États-Unis,,.